# 小交響樂團
小交響樂團是一個編制比室內樂團大但比交響樂團小的樂團型態，編制30到50人，主要演奏接近較大於真正室樂和「典型」近代交響樂曲中間的管弦樂作品，如巴洛克樂派或古典樂派交響曲或大協奏曲。